# ویلادوسولا
ویلادوسولا (به ایتالیایی: Villadossola) یک کومونه در ایتالیا است که در استان وربانو-کوزیو-اوسولا واقع شده‌است. ویلادوسولا ۱۸٫۰۲ کیلومتر مربع مساحت و ۶٬۸۸۳ نفر جمعیت دارد و ۲۵۷ متر بالاتر از سطح دریا واقع شده‌است.

## خواهرخوانده
شهر مرکاتو ساراچنو خواهرخواندهٔ ویلادوسولا هست.